# Gabriel Calvo Zarraute
Gabriel Calvo Zarraute es un sacerdote y escritor español. Es conocido por ser uno de los integrantes del canal La sacristía de la Vendée y por sus posiciones tradicionalistas.

## Biografía
Nació en 1981. Se diplomó en Magisterio. Entonces ingresó en el Seminario Diocesano de Toledo, donde cursó sus estudios eclesiásticos y donde obtuvo el título de grado (denominado Baccalaureatus en las universidades eclesiásticas) en Sagrada Teología. En 2008 fue ordenado sacerdote para la archidiócesis de Toledo. Posteriormente obtuvo un máster (denominado Licentia en las universidades eclesiásticas) en Teología con una tesina titulada Fuentes tomistas del conocimiento teologal en San Juan de la Cruz, un máster (denominado Licentia en las universidades eclesiásticas) en Historia de la Iglesia con una tesina titulada Aproximación histórico - teológica a las cartas pastorales del cardenal Gomá 1936 - 1939, y un máster (denominado Licentia en las universidades eclesiásticas) en Derecho canónico con una tesina titulada La Filosofía del Derecho en el Padre Victorino Rodríguez OP. También ha obtenido el título de grado en Filosofía.
Ha sido profesor en el Centro de Teología de Getafe (2014-2018) y profesor en el Instituto de Ciencias Religiosas de Talavera de la Reina (2018-2023). Compatibilizó su labor docente con el oficio pastoral en parroquias rurales de la archidiócesis de Toledo (2008-2014; 2018-2023) y en parroquias urbanas de la diócesis de Getafe (2014-2018).
Desde 2023 se ha consagrado a la investigación y a impartir conferencias y cursos monográficos.

## Polémicas

### La Sacristía de la Vendéey el papa Francisco
A principios de 2024 estalló una polémica en torno a La Sacristía de la Vendée por los comentarios de algunos de sus participantes referentes al Papa Francisco. Zarraute afirmó que rezaba para que el Pontífice "fuera al cielo cuanto antes". Algunos de los sacerdotes de la tertulia dijeron que suscribían sus palabras, mientras que otros -como Rodrigo Menéndez Piñar- se mantuvieron callados y muy serios, dando a entender su incomodidad y la desaprobación de ese comentario. 
Los sacerdotes se disculparon posteriormente por el “comentario de mal gusto” y afirmaron que se había malinterpretado y que se adherían filialmente al sumo pontífice.

### Francisco y el Derecho canónico
Acusó al papa Francisco de "destruir el derecho canónico" por su proceder arbitrario y despótico en el gobierno de la Iglesia, al margen de las disposiciones del Código de Derecho Canónico.

## Obras

### Libros:
- Dos maestros y un camino: La infancia espiritual de santa Teresita y la doctrina de san Juan de la Cruz (2016).
- Verdades y mitos de la Iglesia Católica: La historia contra la mentira (2019).
- De la crisis de fe a la descomposición de España (2021).
- De Roma a Berlín: La protestantización de la Iglesia Católica (2022).
- 1936. Cruzada y no guerra civil (2025).